# Xanti Schawinsky

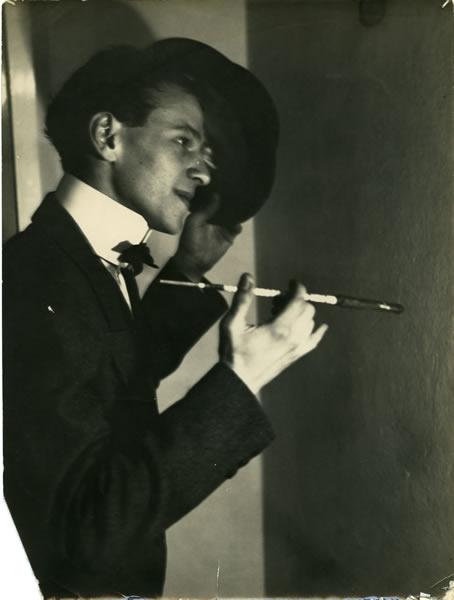
Xanti Schawinsky um 1924

Xanti Schawinsky (eigentlich Alexander Schawinsky; * 25. März 1904 in Basel; † 11. September 1979 in Locarno) war ein schweizerisch-US-amerikanischer Maler, Fotograf und Bühnenbildner. Er gehörte zum Bauhaus-Kreis um Walter Gropius.

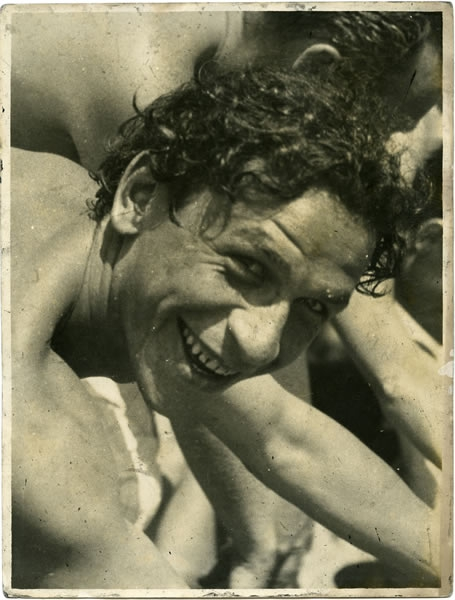
Xanti Schawinsky, Foto: László Moholy-Nagy

## Leben
Alexander Schawinsky war das zweite Kind des Kaufmanns Benjamin Schawinsky und der Regina, geborener Bielawska, beide jüdischer Herkunft. Er besuchte von 1910 bis 1914 zunächst die Schule in Basel und dann von 1915 bis 1921 ein Gymnasium in Zürich. Danach war er bis 1923 Volontär im Architekturbüro von Theodor Merill in Köln. Nachdem er 1923 kurzzeitig die Kunstgewerbe- und Handwerkerschule in Berlin besucht hatte, ging er 1924 an das Bauhaus in Weimar. Hier gehörten Paul Klee, Wassily Kandinsky, Adolf Meyer und László Moholy-Nagy zu seinen Lehrern. In der von Oskar Schlemmer geleiteten Bühnenabteilung entwickelte er Sketche, Pantomimen und zeigte seine erste Bühnenarbeit.
Als das Bauhaus in Weimar 1925 schloss, ging Schawinsky mit nach Dessau. Dort befasste sich Schawinsky vor allem mit experimenteller Fotografie. In der studentischen Bauhaus-Kapelle spielte er das Saxophon. 1926 bis 1927 entwarf er einige Bühnenbilder am Stadttheater in Zwickau, lehrte danach am Bauhaus in Dessau als Assistent von Oskar Schlemmer Bühnengestaltung und widmete sich intensiv der Malerei. 1927 wurden seine in Zwickau und am Bauhaus entstanden Bühnenentwürfe auf der Deutschen Theaterausstellung in Magdeburg ausgestellt. 1929 nahm er an der Ausstellung „Junge Bauhausmaler“ teil, die in Halle a. d. Saale, Braunschweig, Erfurt und Krefeld gezeigt wurde. Als der Anhaltische Landeskonservator und Direktor der Anhaltischen Gemäldegalerie in Dessau Ludwig Grote in seiner Rede zur Eröffnung der Ausstellung "Junge Bauhausmaler" im Halleschen Kunstverein 1929 über Schawinsky sprach, betonte er dessen malerisch-grafisches Können verwies aber zugleich auch auf die von ihm empfundene Verbindung zu Schawinskys Bühnenkunst: "Schawinskys Bilder atmen die Luft des Theaters und Zirkus, weiss und rot vor Blitzblau, Körperhaftes, darunter klassizistische Architekturen wirken trotz der technischen Akribie mit der Gesimse und Profile gezeichnet sind, vor den tiefen Gründen unwirklich seltsam. Sucht man nach Analogien so findet man sie vielleicht bei Chirico und dem italienischen Neoklassizismus - aber Schawinsky ist eigentlich Oskar Schlemmer verpflichtet, der die Linie Hans von Marés fortsetzt. Bei Schawinsky ist alles gekonnt. Er ist absolut sicher in der Beherrschung seiner Mittel. Die neue Raumgesinnung macht alles Gegenständliche leicht, es blitzt, klingelt, schellt, tanzt wie bei Jazzmusik. Die Bühne ist Ausgang und Inhalt seiner Bilder."

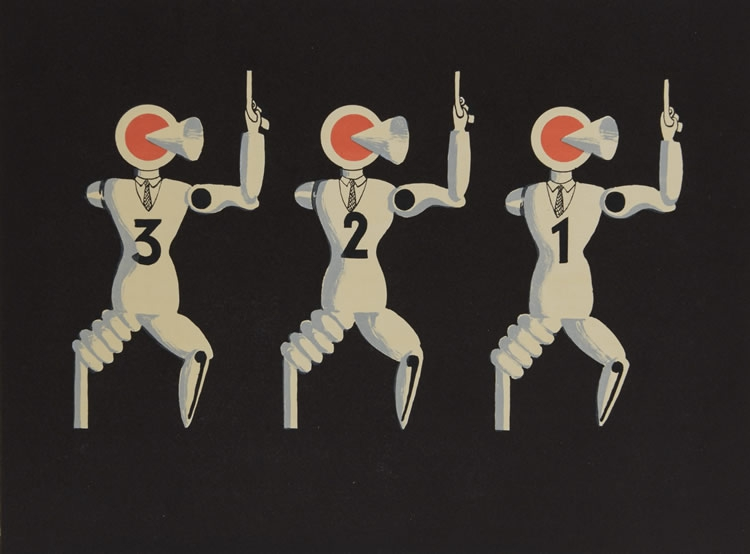
Xanti Schawinsky, Entwurf für drei Figurinen zu "Die beiden Veronese" von William Shakespeare, 1925

Schawinsky war eng mit Herbert Bayer und Marcel Breuer befreundet. Er wurde der Patenonkel von Julia Bayer, der 1929 geborenen Tochter von Herbert und Irene Bayer.
1929 wurde er von Johannes Göderitz als Leiter der Graphikabteilung des städtischen Hochbauamtes nach Magdeburg geholt. In dieser Zeit übernahm er auch die Bildredaktion der Theaterzeitung „Das Stichwort“. Aufgrund politischer und rassistischer Anfeindungen verließ er Ende 1931 Magdeburg und ging als freier Künstler nach Berlin. Nach der Machtübergabe an die Nationalsozialisten emigrierte er nach Italien, wo er in Rapallo die Malerei wieder aufnahm. Ab Ende 1933 war er für das Mailänder „Studio Boggeri“ tätig und als freier Grafiker u. a. für die Unternehmen Illy Caffè, Cinzano und Motta. Bei Olivetti übernahm er als Co-Designer die Gestaltung einer neuen halbprofessionellen Schreibmaschine, die „Studio 42“ getauft wurde. Zu dem Entwurf konsultierte er auch die Architekten Fingini & Pollini, die zu der Zeit die neue Firmenzentrale für Olivetti bauten. Sein Plakat für die Reiseschreibmaschine Ico von Olivetti ist eine frühe Inkunabel der angewandten Fotografie und Reklamekunst.
Xanti Schawinsky wurde 1936 von Josef Albers als Lehrender das Black Mountain College in die USA berufen. Hier vermittelte er bis 1938 im Anschluss an seine Erfahrungen mit der Bauhausbühne in Weimar und Dessau seine Ansätze für die Bühne als Ort und Medium eines experimentellen Lernens. Im Zentrum seiner "Stage Studies" stand ein offenes Arbeiten, das zu diesem Zeitpunkt revolutionär war. Die  Performance "Play, Life, Illusion"(1937), die er mit seinen Schülern entwickelte, gilt in ihrer Verknüpfung von Kunst und Wissenschaft sowie von Musik, Tanz, Schauspiel, Malerei, Bühnenbild und Lichtgestaltung als eine frühe Vorwegnahme der prozesshaften Performancekunst. Auch wenn Schawinsky nur zwei Jahre am Black Mountain College unterrichtete, beeinflusste er dennoch die interdisziplinäre Öffnung der Schule und deren experimentelle Atmosphäre maßgeblich. Das Museum of Modern Art (MoMA) in New York zeigte 1938 in der Ausstellung Bauhaus, 1919–1928 zahlreiche Arbeiten von Schawinskys. Er gestaltete den Pavillon North Carolina auf der 1939 New York World’s Fair und mit Breuer und Gropius den Pavillon Pennsylvania. 1941 zog er nach New York, unterrichtete 1943 bis 1946 am City College of New York und 1950 bis 1954 an der New York University. Seit 1950 arbeitete er vor allem als Maler.

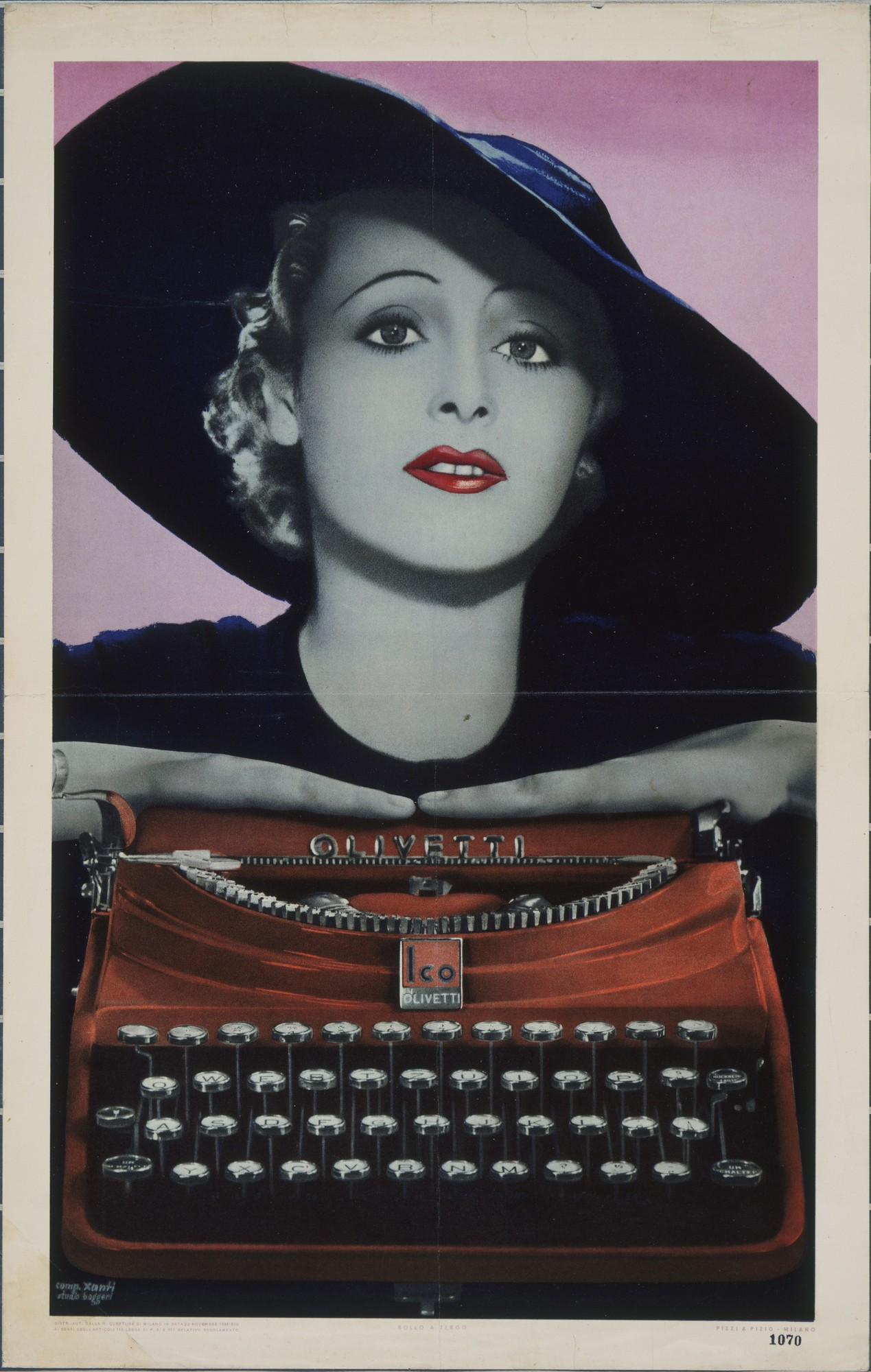
Xanti Schawinsky, Olivetti, Plakat, 1934

Ab 1961 hielt sich Schawinsky wieder regelmäßig über längere Zeiträume in Europa auf, baute eine Zweitwohnung in Oggebbio am Lago Maggiore und stellte auch wieder in Deutschland aus. Zu einer Einzelausstellung 1961 im Bauhaus-Archiv Darmstadt produzierte der Hessische Rundfunk einen Filmbericht. 1963 gestaltete Schawinsky das Bühnenbild und die Kostüme für das von Waclaw Orlikowsky am Stadttheater Basel inszenierte Ballett Die steinerne Blume von Sergej Prokofjew. In seinem malerischen Spätwerk entwickelte Schawinsky unter anderem mehrschichtig aufgebaute Bilder, die er Spheras nannte, als Modelle für dynamisch-räumliche Geometrien. 1981 veröffentlichte Hans Heinz Holz eine erste Monografie. 2015 und 2016 widmeten sich das Migros Museum in Zürich und das Kunstmuseum Kloster Unser Lieben Frauen in Magdeburg dem Gesamtwerk von Schawinsky. 

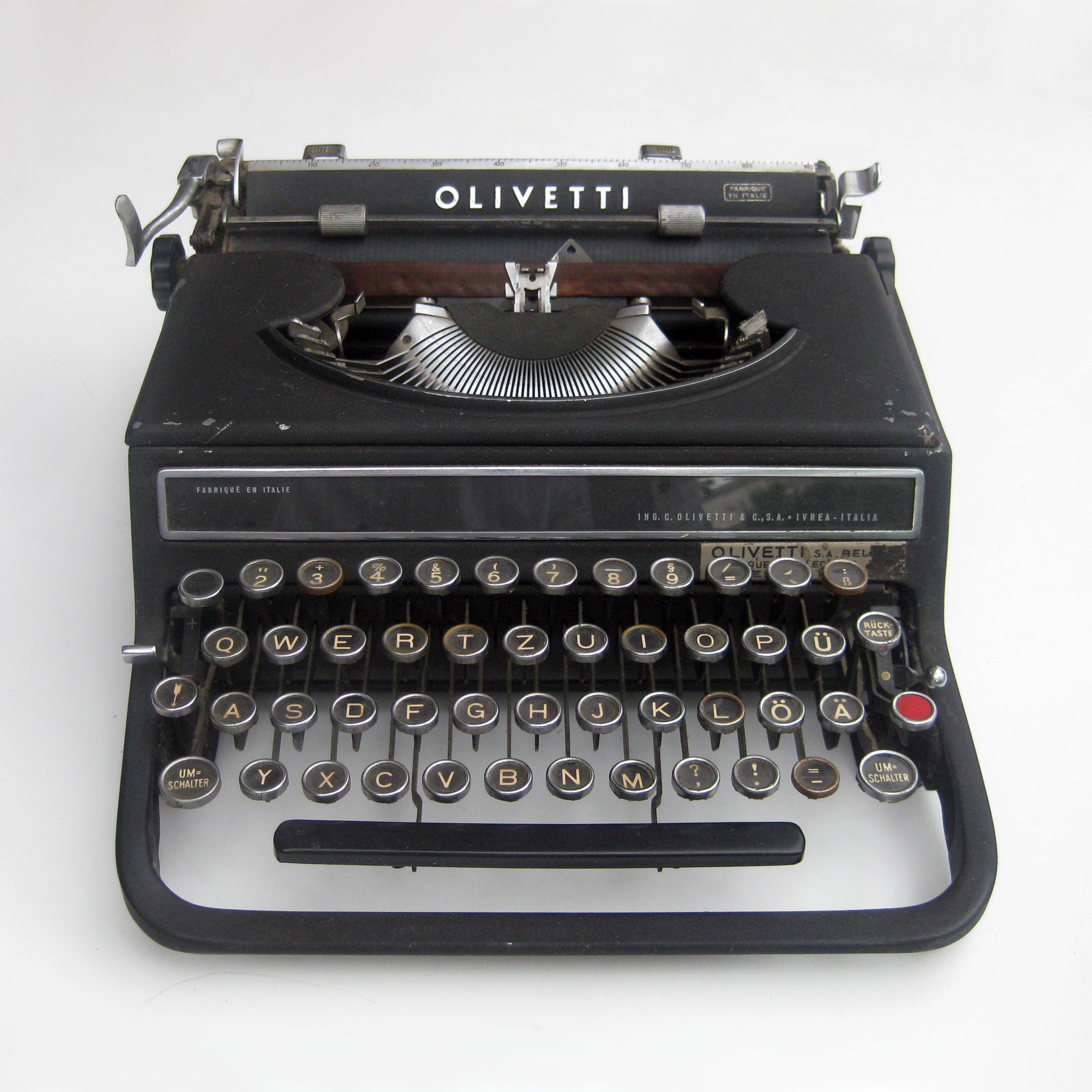
Die Schreibmaschine Studio 42 von Olivetti

Schawinsky war seit 1936 in erster Ehe mit Irene von Debschitz (1903–1990), der Tochter von Wanda von Debschitz-Kunowski und Wilhelm von Debschitz verheiratet, der Sohn Ben wurde 1939 geboren. Ab 1963 war Schawinsky in zweiter Ehe mit Gisela Hatzky verheiratet, sie bekamen 1973 den Sohn Daniel.

## Ehrung
Die Stadt Magdeburg benannte ihm zu Ehren den Schawinskyweg.

## Schriften, Ausstellungen (Auswahl)
- junge bauhausmaler, Gruppenausstellung mit Werken von Otto Berenbrock, Erich Borchert, Albert Braun, Willy Imkamp, Fritz Kuhr, Josef Leirer, Hilde Rantzsch, Hermann Röseler, Alexander Schawinsky, Lu Scheper und Fritz Winter als Wanderausstellung in Braunschweig, Krefeld, Halle (Saale), Erfurt und Berlin, 1929[6]
- Herbert Bayer, Walter Gropius, Ise Gropius (Hrsg.): Bauhaus, 1919–1928. [Ausstellung The Museum of Modern Art, 7. Dezember 1938-30. Januar 1939]. New York 1939, S. 9, 152, 158f, 164–166, 168, 175, 179, 212, 216f
- Xanti Schawinsky. 20 Gemälde und Zeichnungen [Ausstellung Bauhaus-Archiv Darmstadt, 20. August – 20. September 1961].
- Herbert Bayer, Ludwig Grote, Dieter Honisch, Hans Maria Wingler (Hrsg.): 50 jahre bauhaus. [Internationale Wanderausstellung des Instituts für Auslandsbeziehungen Stuttgart, erste Station in Stuttgart. Kunstgebäude am Schlossplatz 5. Mai – 28. Juli 1968, anschließend bis 1971 in London, Amsterdam, Paris, Chicago/Illinois, Toronto, Pasadena, Buenos Aires und Tokio] Stuttgart 1968
- Xanti Schawinsky und Salvatore Cipolla [Ausstellung Galerie Muensterberg in Basel]. Basel 1974[7]
- Xanti Schawinsky:  metamorphose bauhaus. In: Eckhard Neumann (Hrsg.): Bauhaus und Bauhäusler: Erinnerungen und Bekenntnisse. Erw. Neuausgabe 1985, Köln: DuMont, 1996 ISBN 3-7701-1673-9, S. 215–222
- Peter Hahn, Barbara Paul: Xanti Schawinsky: Malerei, Bühne, Grafikdesign, Fotografie. [Ausstellung Bauhaus-Archiv, Berlin, 22. März – 19. Mai 1986]. Berlin: Nicolai 1986
- Paolo Blendinger, Giorgio Giudici (Hrsg.): Xanti Schawinsky [Ausstellung Galleria La Colomba 1987]. Lugano 1987
- Eckhard Neumann, Roger Schmid (Konzeption): Xanti Schawinsky Foto. [Ausstellung Bern]. Bentelli, Bern 1989 ISBN 3-7165-0667-2 Xanti Schawinsky, Soldier’s Rest (Faces of War), 1942.

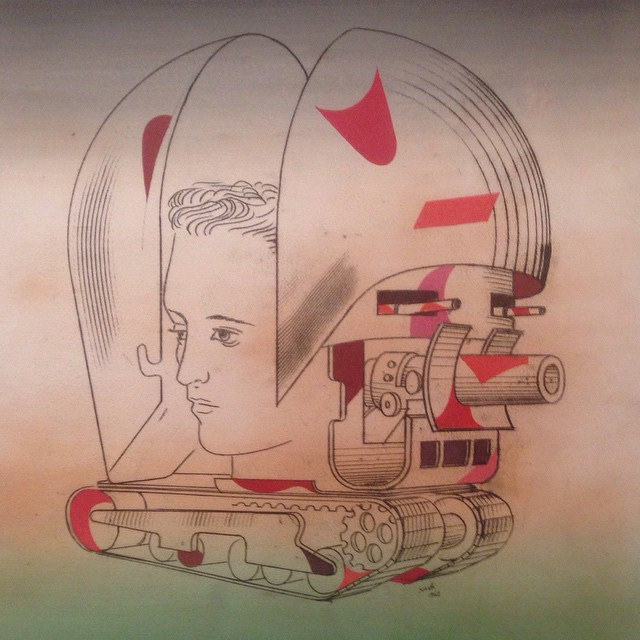
Xanti Schawinsky, Soldier’s Rest (Faces of War), 1942.

- Xanti Schawinsky - Spectodrama [Ausstellung Galerie Carla Sozzani Mailand, 30.10.1997–11.1.1998]. Mailand 1997
- Raphael Gygax und Heike Munder (Hrsg.): Xanti Schawinsky. [Ausstellung Migros Museum für Gegenwartskunst, Zürich, 21.2.–17.5.2015]. Zürich, 2015
- Xanti Schawinsky – Vom Bauhaus in die Welt. Ausstellung im Kunstmuseum Kloster Unser Lieben Frauen 21. Juni 2015 bis 25. September 2016.